# Freihaus auf der Wieden

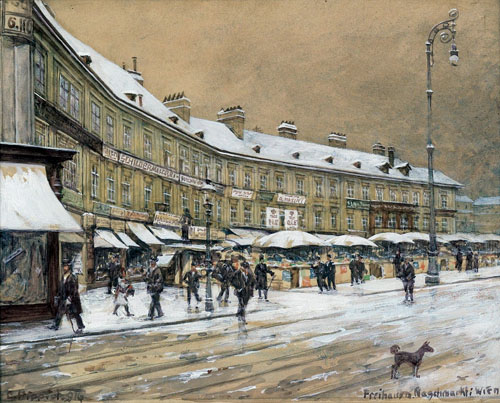
„Freihaus am Naschmarkt“, Carl Pippich (1916)

Das Freihaus auf der Wieden war ein außergewöhnlich großer Wohnhauskomplex in der Wiener Vorstadt Wieden, seit 1850 im 4. Wiener Gemeindebezirk. Es wurde bis 1937 abgerissen. Der Name Freihaus wurde für ein Gebäude der Technischen Universität Wien übernommen, das in den 1970er Jahren auf einem Teil des alten Freihausareals errichtet wurde.

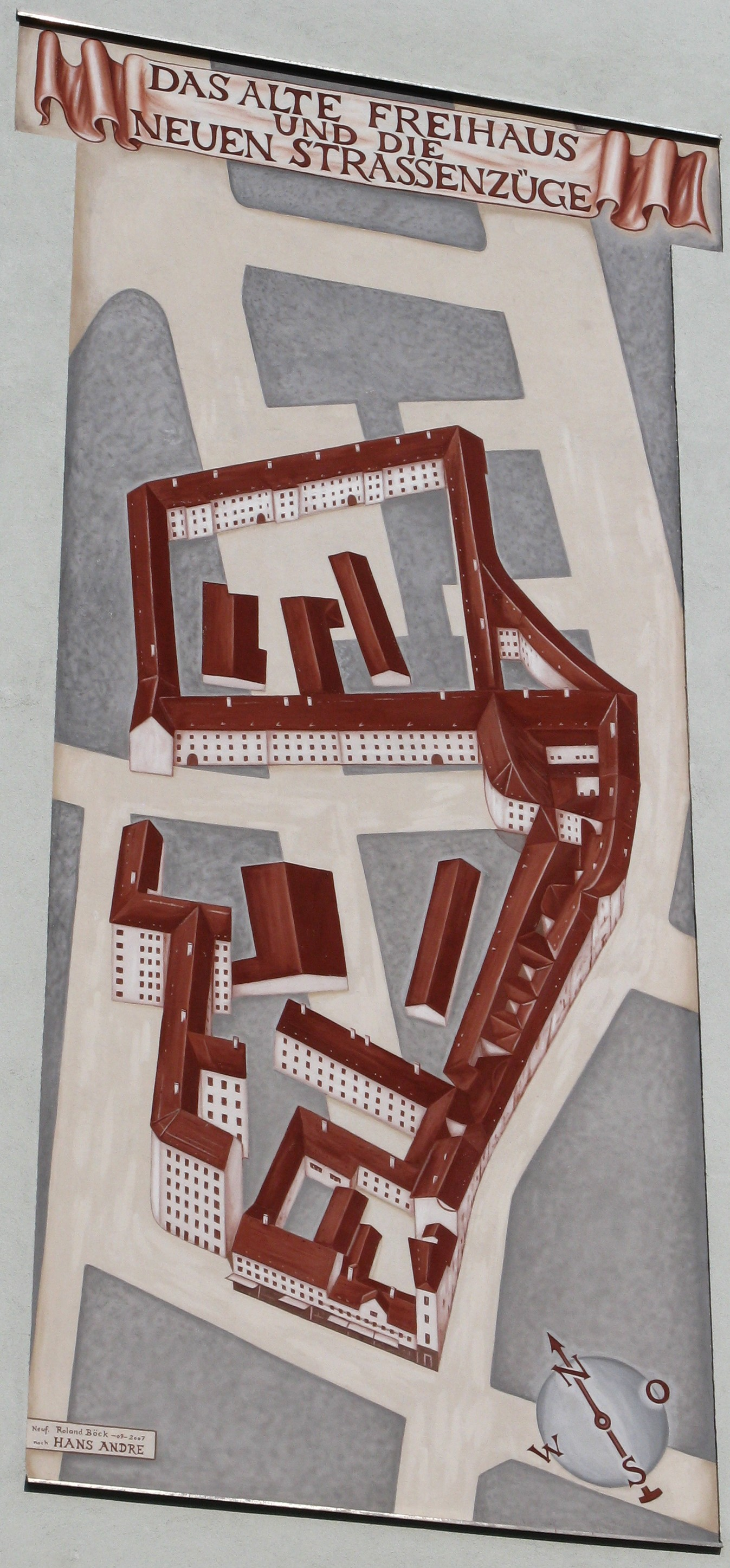
„Das alte Freihaus (um das Jahr 1900) und die neuen Straßenzüge“

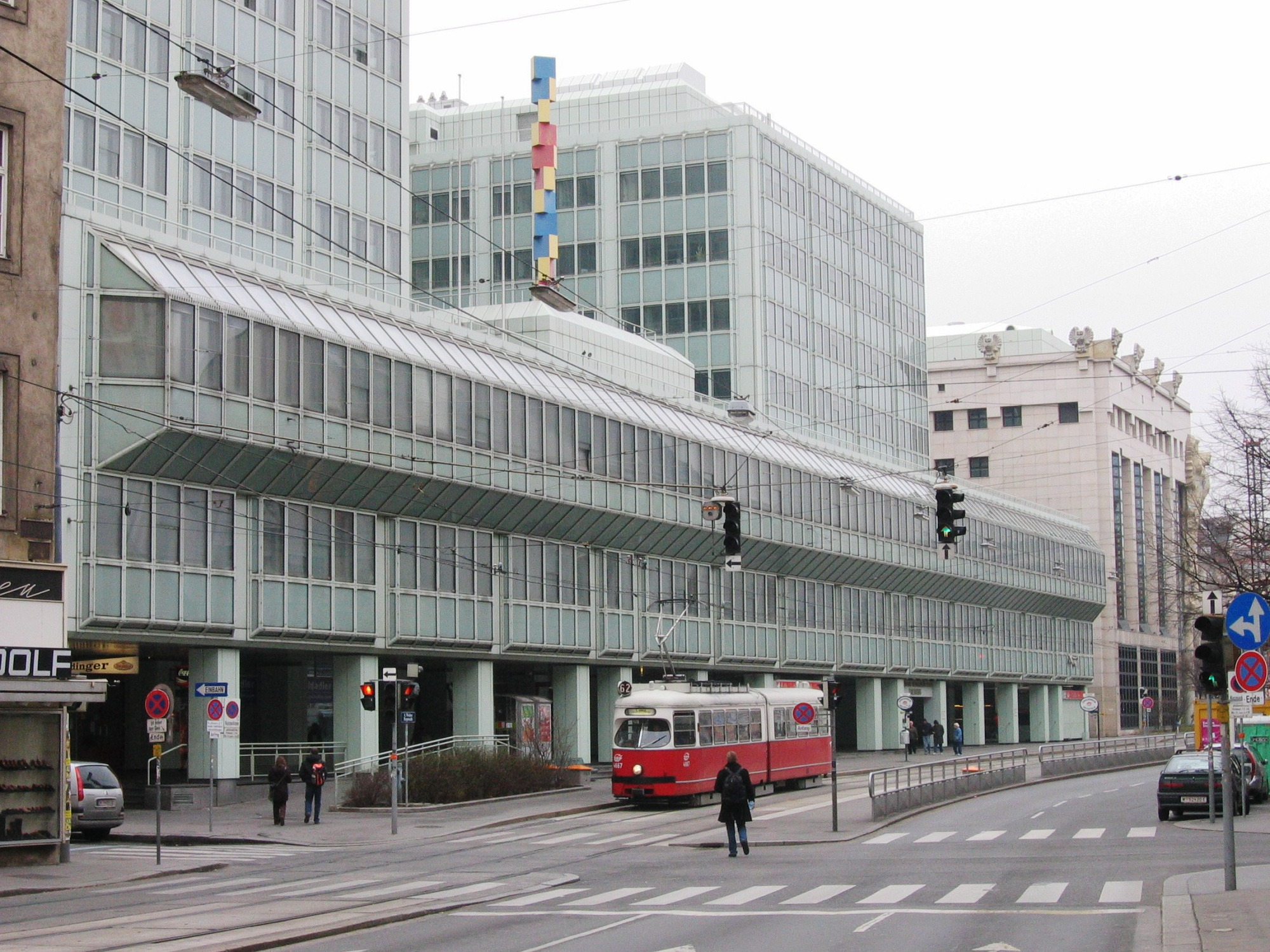
Das Freihaus genannte Gebäude der TU Wien

## Geschichte
Das Freihaus wurde im 17. Jahrhundert erbaut und hieß so, weil mit dem Besitz des Gebäudes Privilegien der Steuerfreiheit und der eigenen Gerichtsbarkeit verbunden waren. Conrad Balthasar Reichsgraf von Starhemberg, Vater des Leiters der Verteidigung bei der Zweiten Wiener Türkenbelagerung 1683, Ernst Rüdiger von Starhemberg, und von Feldmarschall Maximilian Lorenz von Starhemberg, erhielt 1643 das Kernareal der späteren Freihausgründe von Kaiser Ferdinand III., dem Landesherrn von Österreich unter der Enns, als Lehen und erwarb es vom Monarchen 1647 als volles Eigentum mit einem Freibrief, der ihm und seinen Nachkommen die Steuerfreiheit und die eigene Gerichtsbarkeit des Eigentümers über alle Bewohner des Gebäudekomplexes sicherte. Der Graf machte das Freigut Conradswörth (Wörth = Insel; Teile des Areals lagen auf einer Wienflussinsel) in seinem Testament 1686 zu einem Majorat seiner Familie; das Erbe hatte immer der älteste Sohn allein anzutreten.
1657 brannte der auf dem Grund befindliche Altbau ab. Graf Starhemberg ließ 1660 das Freihaus (1703 erstmals unter diesem Namen urkundlich nachgewiesen) mit der Rosalienkapelle (in der Größe einer Dorfkirche) erbauen und erweiterte das Areal sukzessive; erst 1665 waren die Ankäufe abgeschlossen. Bei der zweiten Türkenbelagerung wurden die Gebäude 1683 abgetragen, um den Angreifern keine Deckung zu bieten. 1684 erfolgte der Neubau, der 1759 abbrannte. Der neuerliche Neubau durch Johann Ferdinand Mödlhammer bis 1769 umfasste Wohnungen für bis zu 1.000 Bewohner (das größte Zinshaus der Stadt und ihrer Vorstädte), Märkte, Werkstätten, auch Weinschenke, Obstgarten und Pferdestall; 1785 wurde aufgestockt, dann wurden weitere Trakte gebaut. Im Gebäudekomplex befand sich auch das Freihaustheater, wo 1791 Mozarts Oper Die Zauberflöte uraufgeführt wurde. 
1858 gab es Überlegungen, Teile des Gebäudekomplexes im Zuge der Errichtung der Wiener Ringstraße und der sie umgebenden Häuserblöcke abzureißen. 1872 verkaufte Camillo Heinrich von Starhemberg das Areal an eine Bank. Der geplante Abriss der Bauten war nach dem Börsenkrach 1873 hinfällig. Die Rosalienkapelle wurde 1872 entweiht.
Zu Beginn des 20. Jahrhunderts wurde deutlich, dass der Komplex mit seinen Substandardwohnungen der modernen Stadtstruktur im Wege war. Der Gemeinderat beschloss 1913 für diesen Teil des 4. Bezirks einen Baulinienplan, der auf dem Freihausareal mehrere öffentliche Verkehrsflächen (z. B. die Verlängerung der Operngasse zur Margaretenstraße) vorsah, und legte auch die Straßennamen fest. Der sofort begonnene Abriss des Freihauses wurde aber vom Ersten Weltkrieg und den folgenden Wirtschaftskrisen verzögert. Erst 1935–1937 wurde der Großteil des Areals komplett freigemacht; Reste der Altbauten bestanden weiter. Nachdem diese im Zweiten Weltkrieg durch Bomben stark beschädigt worden waren, wurden die restlichen Bauten 1968–1970 demoliert.

## Freihaustheater
1787 wurde im Freihaus ein Theater erbaut, das Freihaustheater bzw. offiziell Theater auf der Wieden genannt wurde. 1789 übernahm Emanuel Schikaneder die Leitung. Am 30. September 1791 wurde hier Mozarts Oper Die Zauberflöte und später auch Peter von Winters Oper Der Zauberflöte zweyter Theil uraufgeführt. Am 11. Juni 1801 fand die letzte Vorstellung im Freihaustheater statt. Danach übersiedelte der Theaterbetrieb in das nahegelegene und bis heute bestehende Theater an der Wien. Das Freihaustheater wurde in Mietwohnungen umgebaut.

## Rosalienkapelle

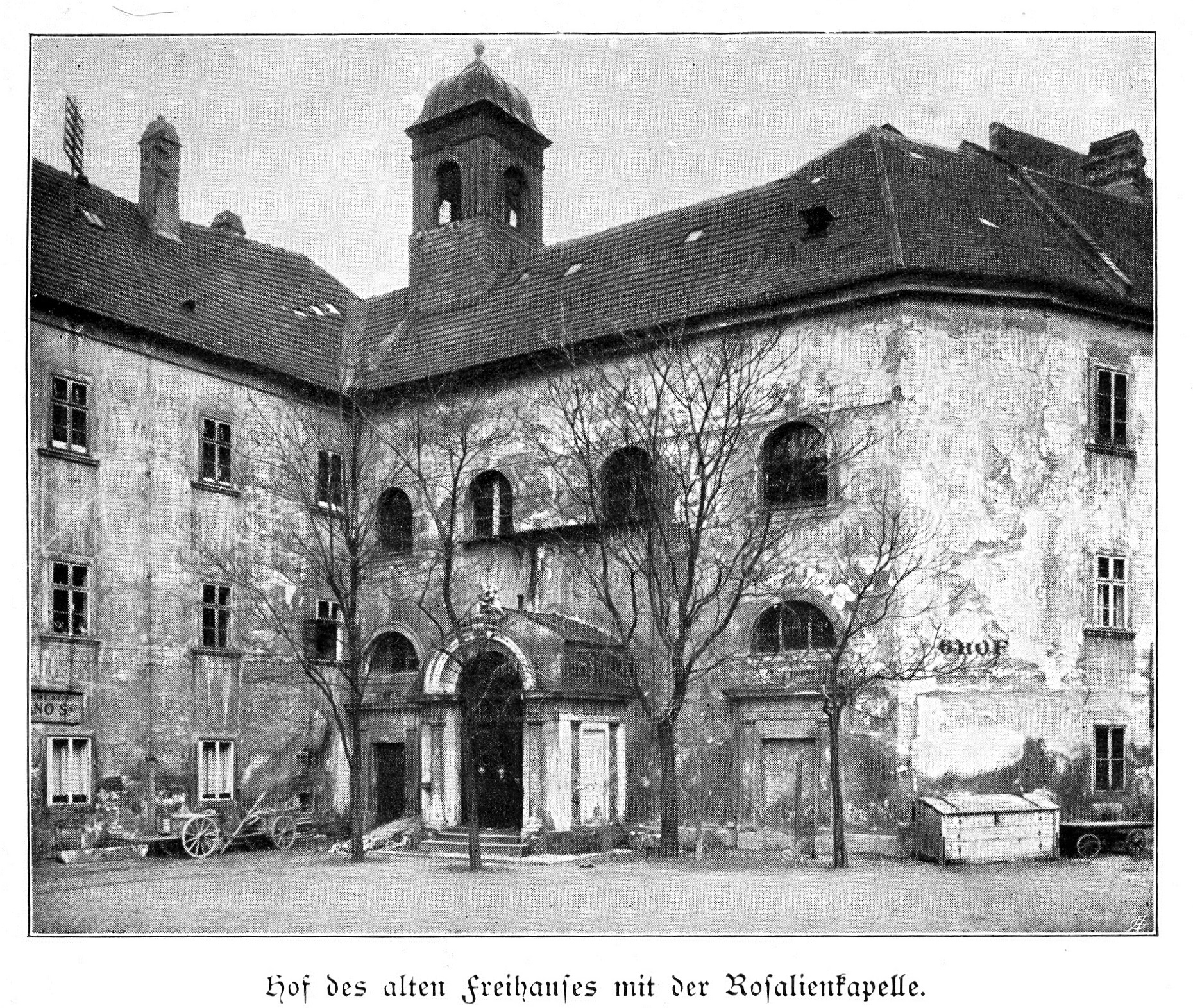
Rosalienkapelle, Freihaus auf der Wieden

Die Kapelle in der Mitte des Freihauses war der Heiligen Rosalia, seit 1646 in der Diözese Wien die Schutzheilige gegen die Pest, geweiht. Die Kapelle wurde 1872 profaniert. Der Hochaltar der Kapelle aus dem Jahr 1760 wurde 1926 in die Filialkirche Hl. Wolfgang in Kirchberg am Wechsel in Niederösterreich übertragen. 1968 wurde die Kapelle demoliert, das Hofportal der Rosalienkapelle als letzter intakter Bauteil des früheren Freihauses auf dem Naschmarkt aufgestellt.

## Freihausviertel
Nordwestlich vom Naschmarkt und östlich von der Wiedner Hauptstraße begrenzt, wird der Stadtteil auf dem Gelände des einstigen Freihauses und in seiner Umgebung heute, vor allem im Marketing, als Freihausviertel bezeichnet.
Am westlichen Ende des Komplexes, wo die Demolierung schon vor dem Ersten Weltkrieg abgeschlossen war, wurde 1915 am neu angelegten Kühnplatz eine Wohnhausanlage von Leopold Ramsauer und Otto Richter errichtet, die als Vorläuferin des sozialen Wohnbaus der Zwischenkriegszeit gilt und von der gemeindeeigenen WISEG verwaltet wird.
Heute wird das in den 1970er Jahren auf dem zwischen Operngasse und Wiedner Hauptstraße gelegenen Teil des ehemaligen Freihausareals errichtete Institutsgebäude der TU Wien Freihaus genannt.